# Zgodbe kraljeviča Marka (1923)
Zgodbe kraljeviča Marka so prvič izšle leta 1923. Fran Milčinski si jih sicer ni izmislil sam, ampak jih je povzel iz ljudskih pesmi o junaku Marku, ki so jih prepevali na Balkanu. Delo vsebuje 19 zgodb, ki govorijo o neustrašnemu in poštenemu bojevniku Marku, ki se je boril s Turki.
- Kako je kraljevič Marko postal junak
Prva zgodba pripoveduje, kako so kralju Vukašinu in njegovi ženi, kraljici Jeleni ugrabili prvega sina Andrijaša. Kraljica je čez nekaj let sanjala, da bosta dobila drugega sina, ki bo Turkom snemal glave. Res se je rodil kralj Marko, ki pa ni bil močan in pogumen kot v sanjah. Ko je postal pastir, je nekega dne zašel v gore, kjer je na dnu kotanje našel dve kači. Marko ju je hotel ubiti, vendar si je premislil in kotanjo zakril z vejami, da bi ju zaščitil pred soncem. Drugo jutro je na istem mestu videl gorsko vilo z njeno hčerko. Povedala mu je, da jima je prejšnji dan rešil življenje. V zahvalo mu je izpolnila željo; dala mu je nadčloveško moč in tisti dan se je šibek pastirček vrnil domov kot pogumen junak. Kralj in kraljica sta bila ponosna, da so se jima izpolnile sanje.
Književni čas: nedoločen (pred davnimi leti)
Književni prostor: na gori
Književne osebe: Kralj Vukašin, žena Jelena, prvi sin Andrijaš,  kraljevič Marko, gorska vila
Motivi: usmiljen pastir, vila in njen dar; »herkulska« moč
Vila je nadnaravno bitje, ki predstavlja ljubezen, ljubezensko hrepenenje, sanje in srečo. Milčinski gorsko vilo opiše kot »lepo ženo z zlatimi lasmi, ki ji padajo po beli halji.« Dobrim ljudem so bile vile naklonjene in so jim pomagale, medtem ko so zlem ljudem povzročale preglavice in veliko gorja.
Pisateljev jezik vsebuje hrvatizme in arhaizme ter veliko okrasnih pridevkov (npr. majka mila, sestra nejaka, jedra devojka). Jezik lepo teče zaradi ritmizirane besedne melodike, slog pisanja pa je barvit in ustvarja pravljično vzdušje. 
Marko kot zgodovinska osebnost
Pripovedke govorijo o času, ko je bila  Srbija odrezan od preostalega dela krščanskega svet in pod težkim pritiskom turškega cesarstva. Pravoslavne krščanske Srbe so silili, naj sprejmejo Muslimansko vero. Marko je znan kot junak mnogi južnoslovanskih epskih pesmi. Legende se ga opisujejo kot zaščitnika ljudi v času turške okupacije. 
Čeprav obstaja konkreten dokaz o Markovemu obstoju, življenju in smrti, je težko ločiti zgodovinska dejstva od srbskega ljudskega izročila. Kot pri večini srednjeveških srbskih junakih se ljudsko izročilo sklicuje na zgodovino, zgodovina pa se opira na ljudsko izročilo. 
Marko je bil resnična zgodovinska osebnost, prvi sin kralja Vukašina Mrnjavčevića. Rodil se je okrog leta 1335 v Prilepu. Po smrti svojega očeta leta 1371 je postal kralj in do leta 1395 vladal območju, ki je danes osrednji del v Republike Makedonijie. Umrl je v bitki pri Rovini (1395) v času vojne s Turki, sicer pa je bilo njegovo življenje je redko dokumentirano. 
Legende o kralju Marku so ohranjene v  srbski epski poeziji in v romunskih, bolgarskih ter albanskih ljudskih pesmih. Opisujejo ga kot poštenega, močnega in zelo pogumnega junaka in ga prikazujejo kot neizprosnega nasprotnika Turkov, neločljivega od svojega konja Šarca. Znan pa je bil tudi kot navdušen pivec vina. Vile so mu podarile nadčloveško moč, da je postal nepremagljiv junak v boju proti Turkom. Legenda pravi, da je njegova smrt le začasno stanje, ki se bo končalo, ko bo srbski narod znova potreboval njegovo zaščito. 
Kraljevič Marko v srbski epski poeziji
Srbske epske pesmi pripisujejo Marku nadnaravno moč: da bi lahko izžel vodo iz struge, ki je posušena že devet let; da je bilo njegovo orožje, kij, težek 85 kilogramov; njegov konj pa je bil edini konj, ki si ga Marko ni mogel vreči preko svojega ramena. Pesmi opevajo njegovo viteško junaštvo: čeprav je bil nagnjen h kratkim izbruhom temperamenta je bil zaščitnik revnih in nemočnih, varuh zakona in reda, tudi če v svojo škodo. Marko je imel konja Šarca, ki je dopolnjeval njegovo moč in je celo pil njegovo vino. Markova zaščitnica je bila vila Ravijojla. Pravijo, da se je Marko odločil, da bo umrl, ko so izumili puško in ko je videl, da je lahko vsak strahopetec junak, čeprav iz daljave. Vendar ne umre ampak samo spi in čaka v jami, da se bo lahko vrnil ko bodo ljudje spet potrebovali njegovo pomoč, kar je tipičen motiv, tudi pri naših pripovedkah, npr. v pripovedki o kralju Matjažu.
Kraljevič Marko v Bolgarskih legendah
Bolgarske legende pravijo, da so se ob rojstvu Kralja Marka pojavile tri vile in napovedale, da bo postal junak, in da bo nadomestil očeta, kralja. Ko je kralj Vukašin slišal to prerokbo, je svojega sina v košari vrgel v reko, da bi se ga znebil. Rešila ga je vila Samodiva in ker je Marka dojila, je od nje dobil nadnaravno moč. Imel je tudi krilatega konja. Tako kot v srbskih epskih pesmi, je tudi v bolgarskih legendah prikazan kot borec za svobodo proti Turkom. Sicer pa vključujejo tudi pomembne delce poganske mitologije in verovanja.